# Phoradendron madisonii
Phoradendron madisonii är en sandelträdsväxtart som beskrevs av J. Kuijt. Phoradendron madisonii ingår i släktet Phoradendron och familjen sandelträdsväxter. Inga underarter finns listade i Catalogue of Life.